# 杜求仁
杜求仁（7世纪—684年12月29日），唐朝相州洹水人，杜正伦从子。
杜求仁有雅才。永淳年间，授监察御史，因事贬为黟县县令。当时给事中唐之奇贬为括苍县令，长安主簿骆宾王贬为临海丞，李敬业贬为柳州司马，盩厔令李敬猷被免官，客居扬州。文明元年（684年）七月，李敬业在扬州起兵反武，开三府：匡复府、英公府、扬州大都督府。李敬业自称匡复府上将，领扬州大都督，以唐之奇为左长史，杜求仁右长史，江都令韦知止为英公府长史，骆宾王为艺文令，魏思温为军师，聚兵十余万。武则天命左玉钤卫大将军李孝逸为扬州道行军大总管，率兵三十万讨伐。
程务挺与唐之奇、杜求仁友善，有人陷害程务挺与裴炎、李敬业暗中勾结。武则天派左鹰扬将军裴绍业到军中斩杀程务挺，籍没其家。高邮之战，李敬业大败，李敬业与李敬猷、唐之奇、杜求仁、骆宾王轻骑逃回江都，携妻儿奔润州，潜藏在蒜山下，将入海逃到高句丽故地，抵海陵，在江中遇到大风，被其将王那相斩杀，共二十五个人头，传首东都。